# Azerbeidzjaanse architectuur
De Azerbeidzjaanse architectuur is de bouwstijl die door de jaren heen door het Azerbeidzjaanse volk gebruikt is. De stijl komt zowel binnen als buiten van de Republiek Azerbeidzjan en Iraans Azerbeidzjan voor.
Azerbeidzjaanse architectuur combineert typische elementen van Oost en West. Vele oude architecturale schatten, zoals de Maagdentoren en het Paleis van de Shirvanshah in Bakoe, overleven in het moderne Azerbeidzjan. Op de voorlopige inzendingenlijst van Werelderfgoed staat de Vuurtempel van Bakoe, Momine Khatun Mausoleum en de Paleis van Shaki Khans.
Andere architecturale schatten zijn de vierhoekige kastelen in Mardakan, Yukhary Chardaglar, een aantal bruggen over de Arasrivier en verscheidene mausolea. In de 19e en het begin van de 20e eeuw werd er buiten Bakoe weinig monumentale architectuur gecreëerd, door de sterk gestegen winning van olie en gas zijn er in de eerste twee decennia van de 20e eeuw in de hoofdstad echter wel veel luxe woningen en publieke voorzieningen gebouwd zoals treinstations en theaters. Deze gebouwen vertonen, hoewel onder Russisch bestuur gebouwd, veel gelijkenis met gelijktijdige Jong-Turkse architectuur; grote monumentale jugendstil-gevels in natuursteen zijn niet zeldzaam in Bakoe. Onder de meest recente architecturale monumenten bevinden zich de metrostations in Bakoe, bekend om hun uitbundig decor. Sinds de olie- en gasexport in de 21e eeuw weer goed op gang is gekomen verschijnen overal in de hoofdstad nieuwe torenflats, hotels en winkelcentra. Een modern voorbeeld van de typische Azerbeidzjaanse architectuur is de Metro van Bakoe.

## Fotogalerij

### Paleizen

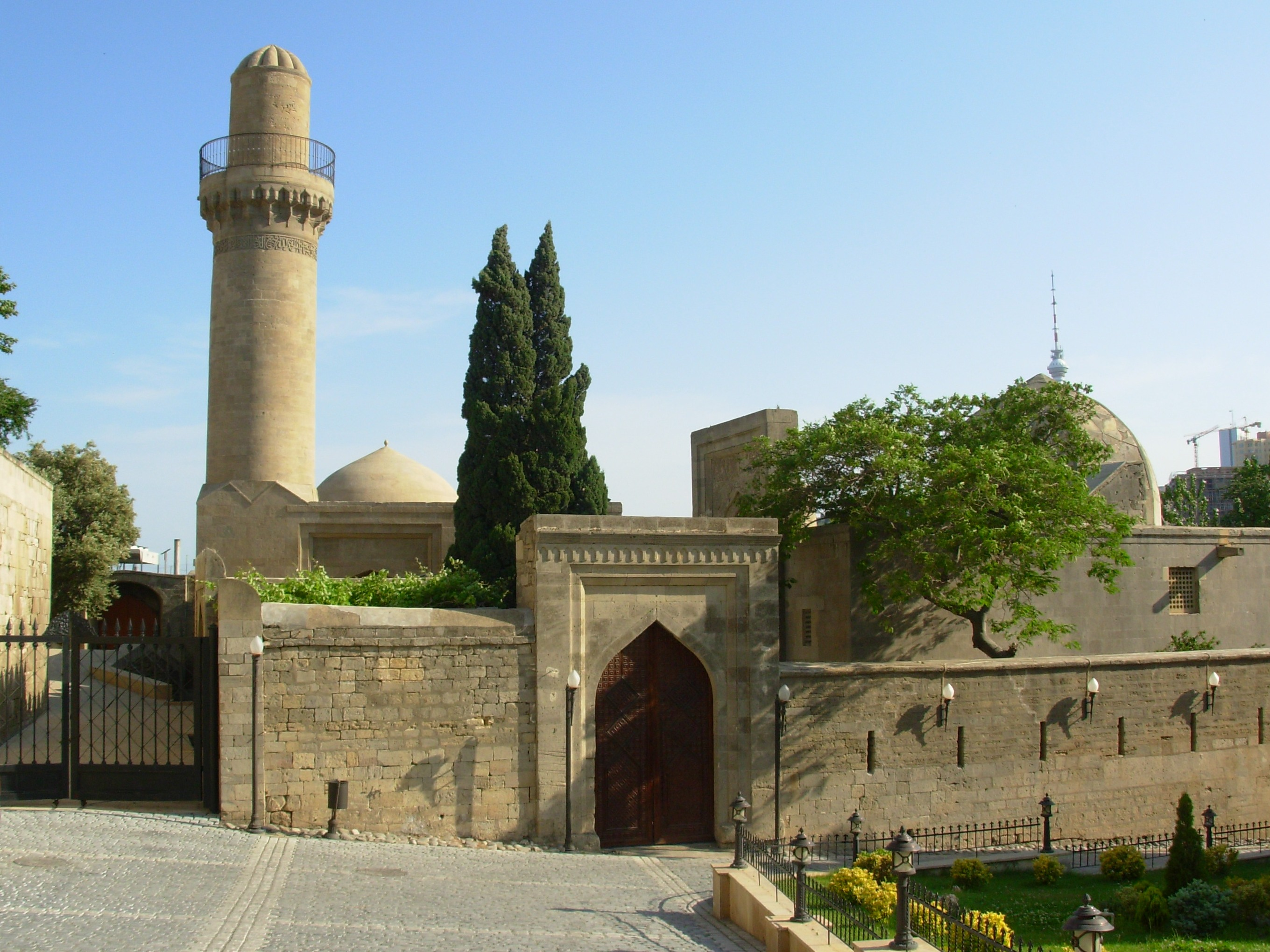
Paleis van de Shirvanshah, Bakoe.
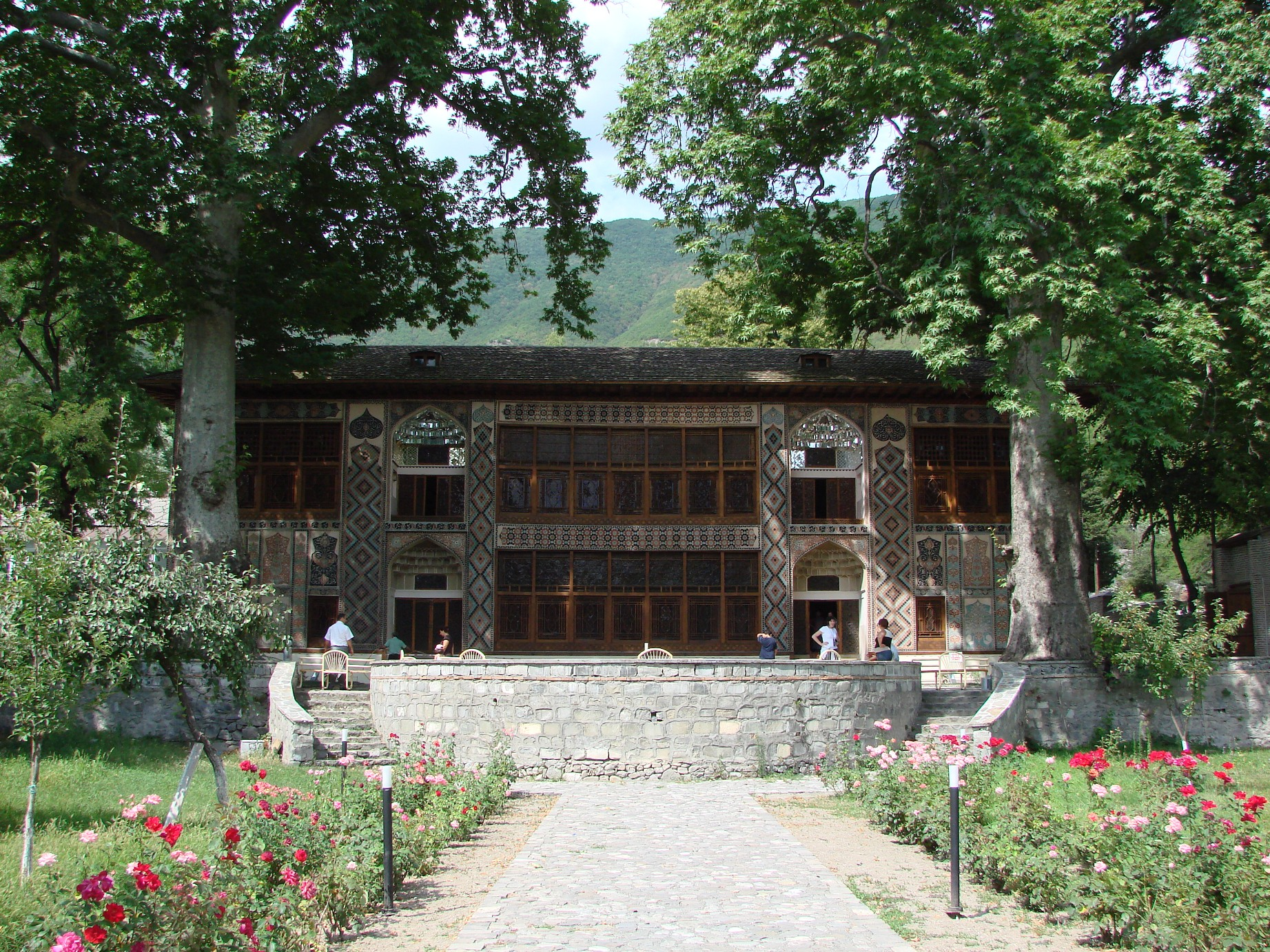
Paleis van Shaki Khans, Shaki.
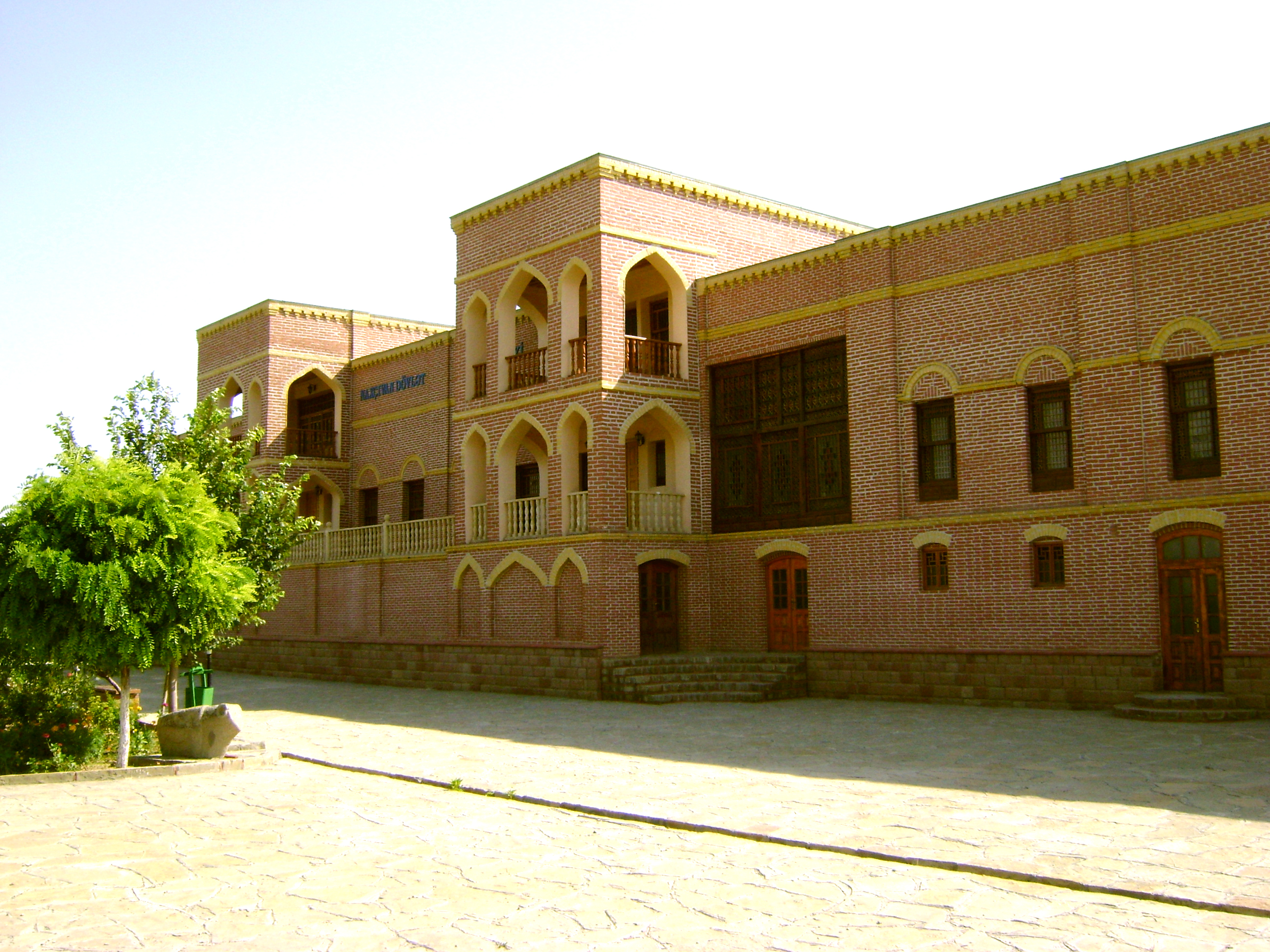
Xan Paleis, Nachitsjevan.

### Moskeeën

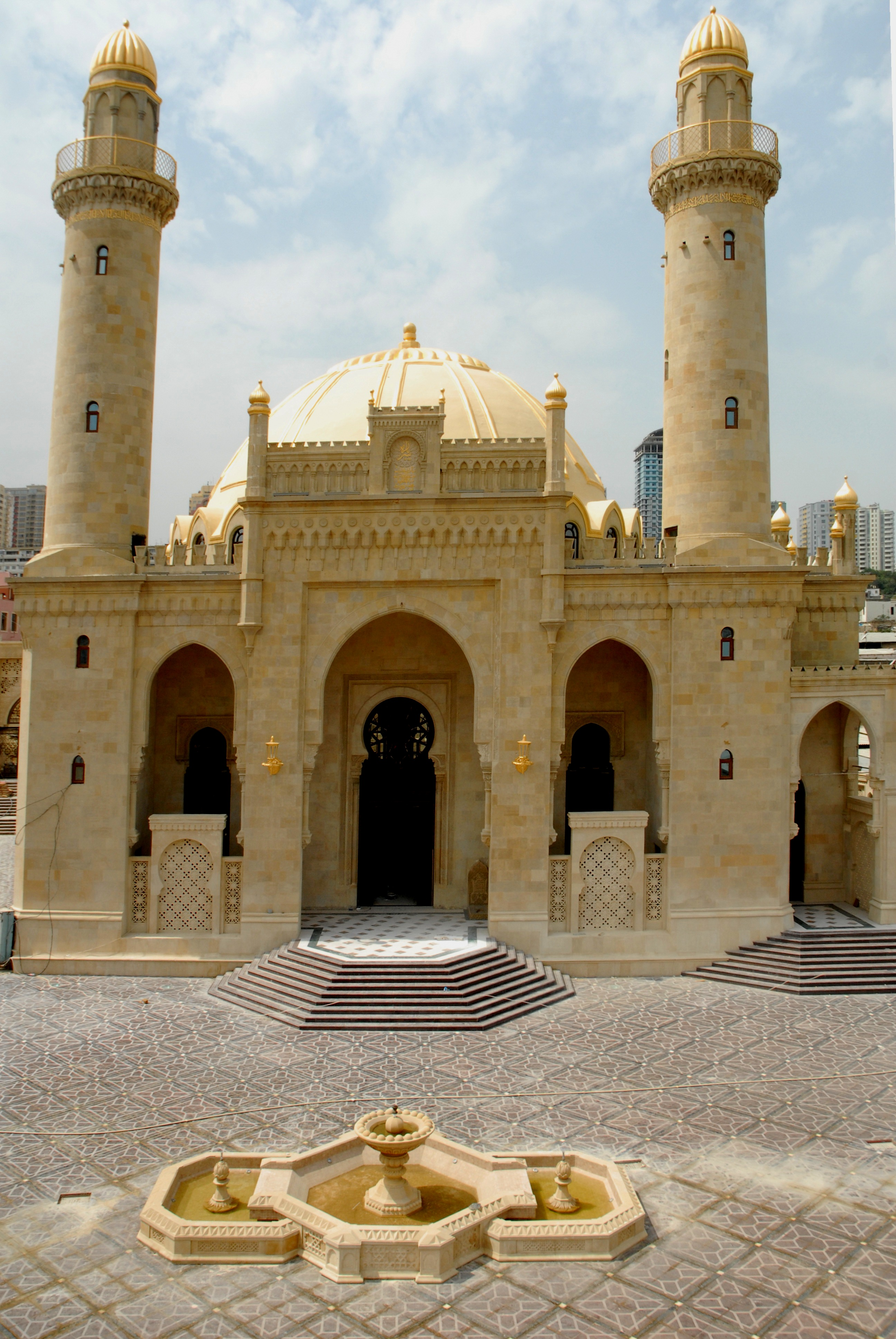
Tezepir moskee, Bakoe.
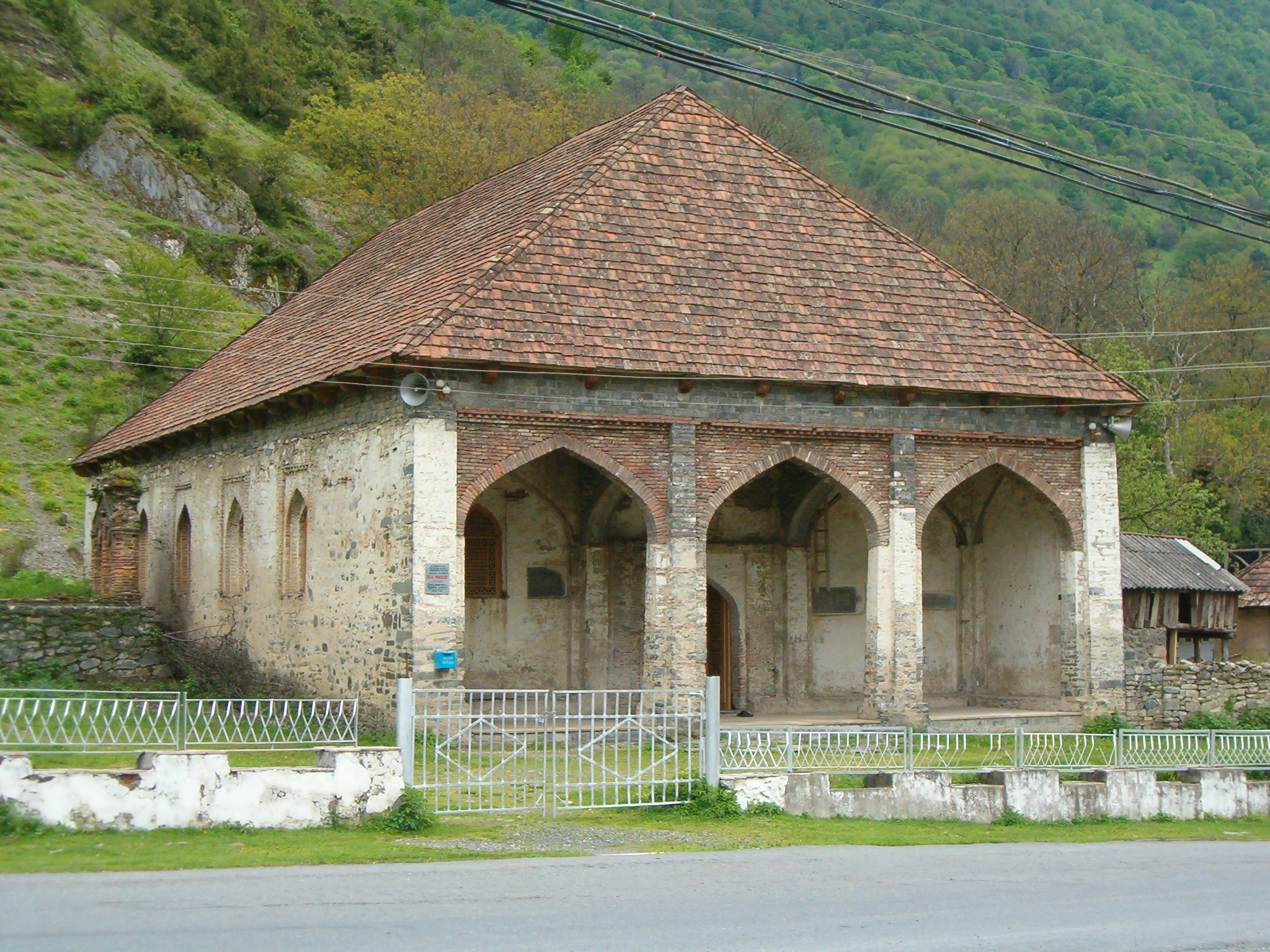
Ulu-moskee (İlisu), Qax
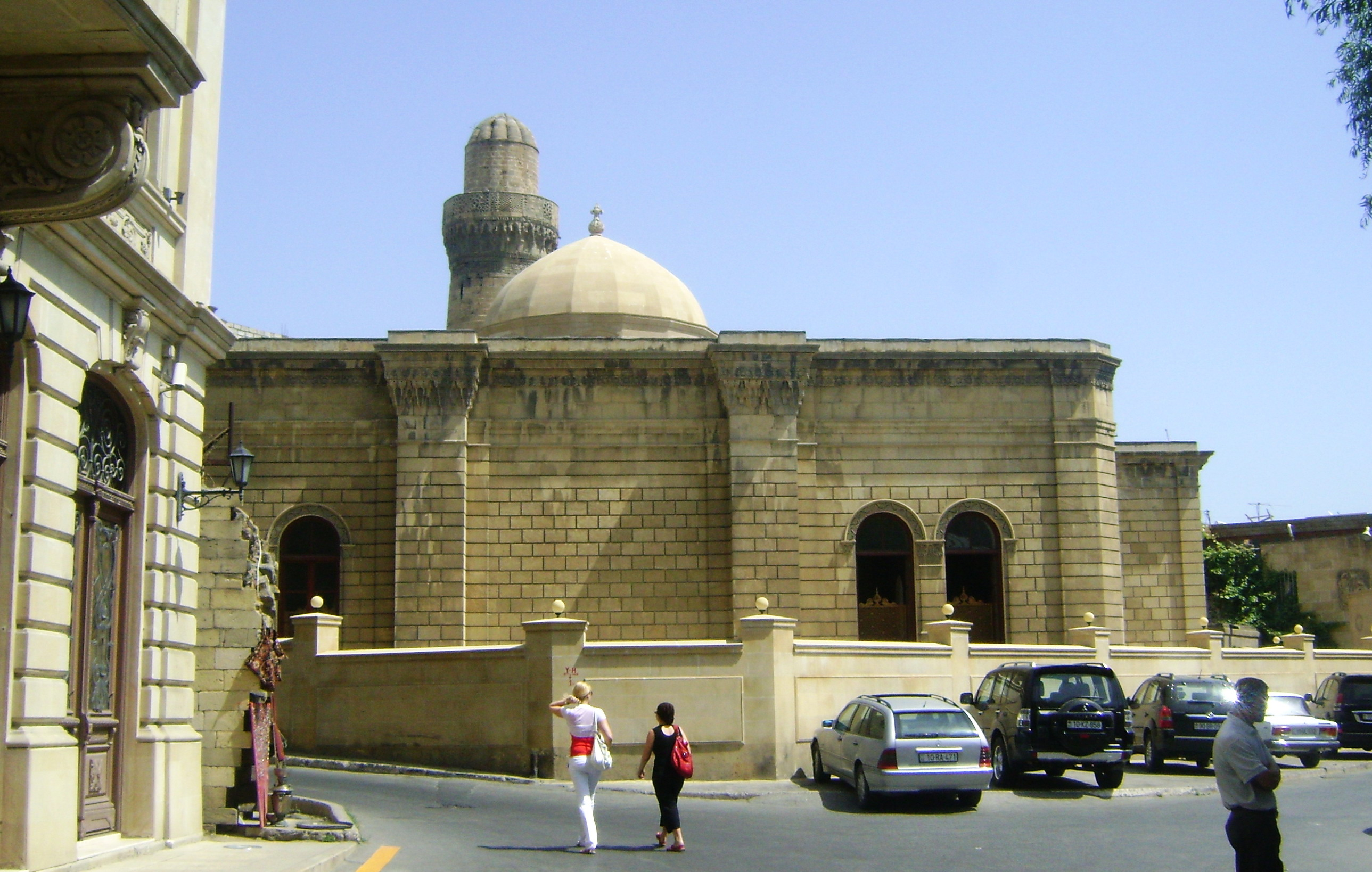
Djuma moskee, Bakoe.

### Kastelen

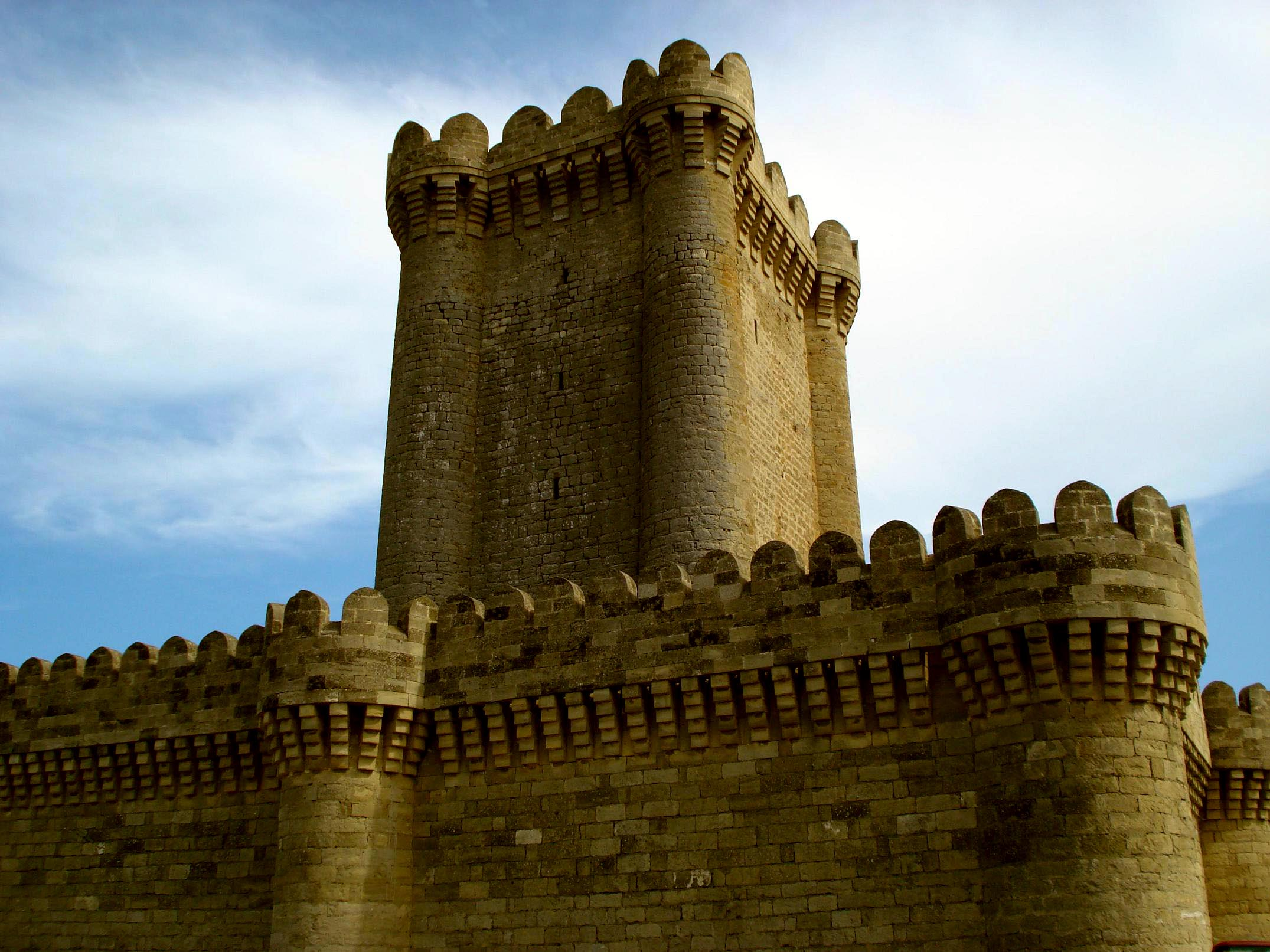
Vierhoekige kasteel van Mardakan.
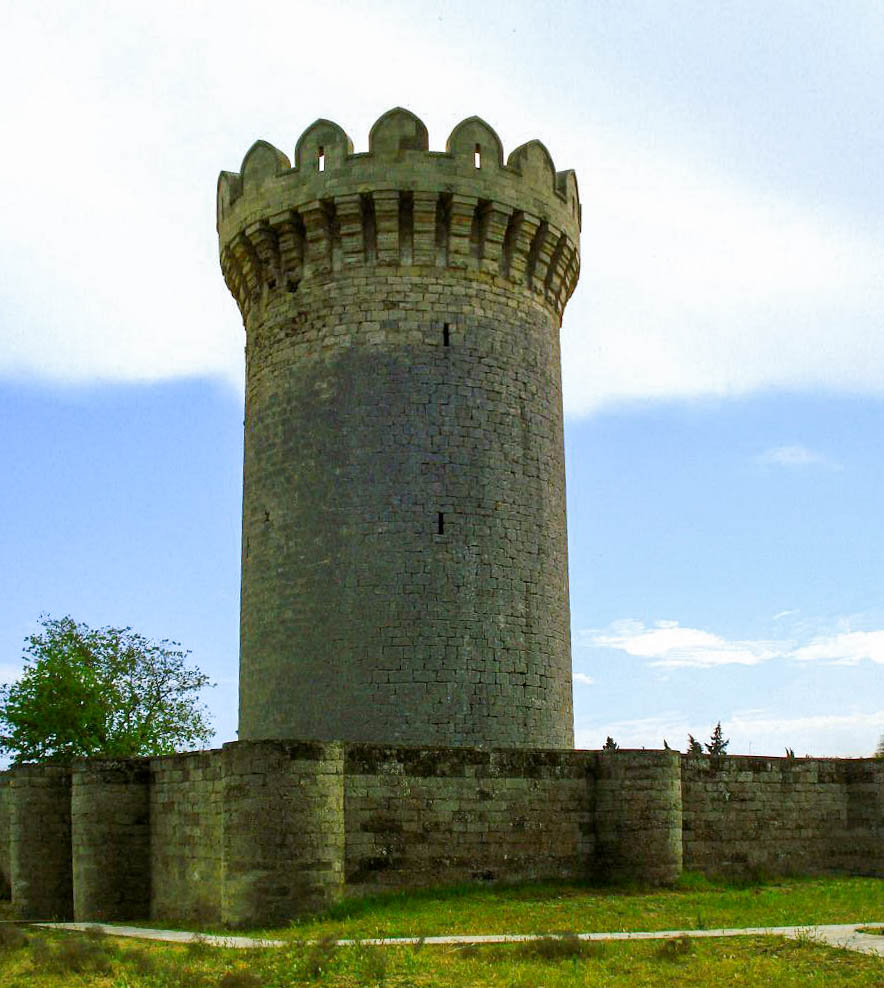
Ronde kasteel van Mardakan.
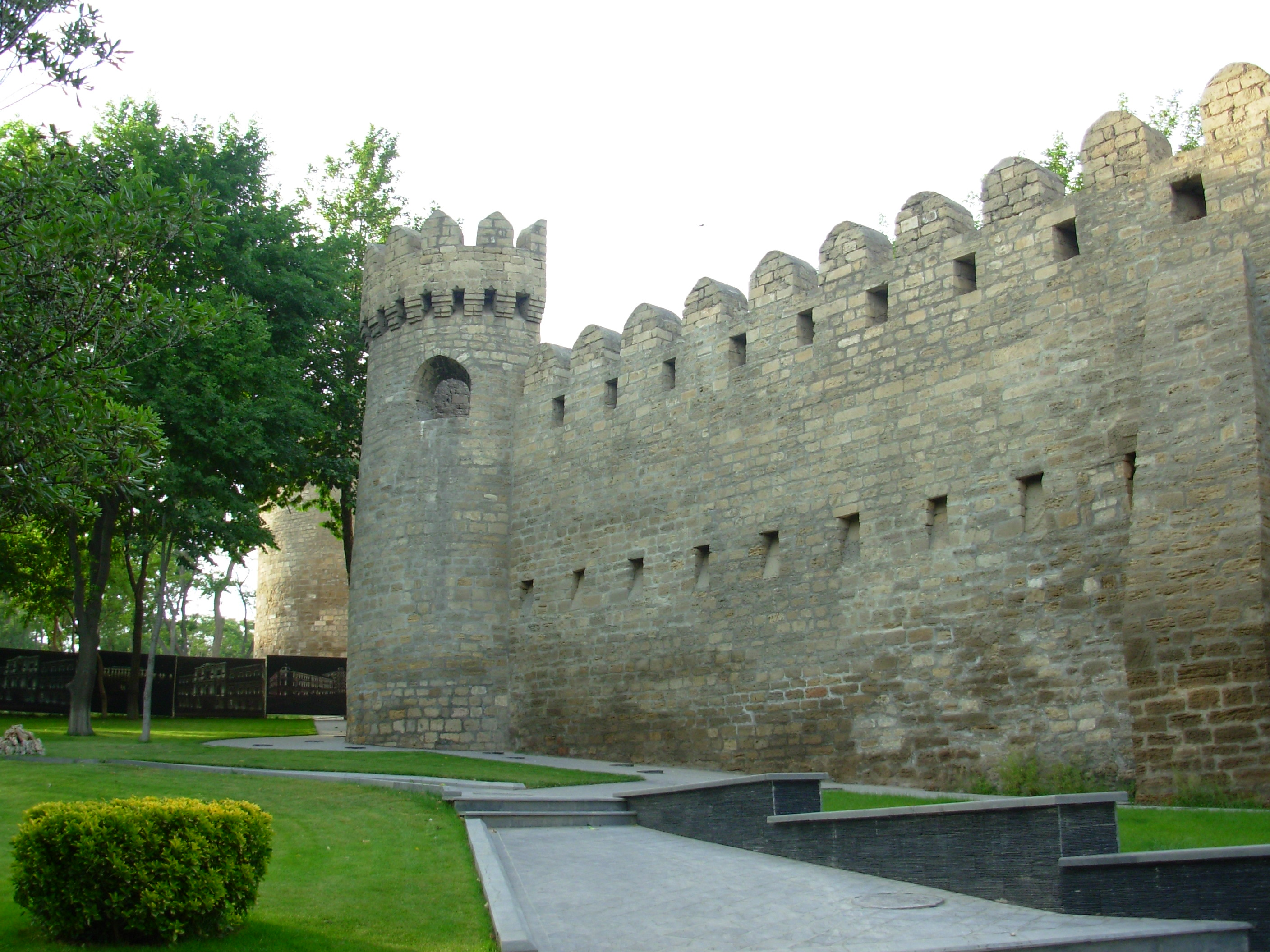
Kasteel van Bakoe.
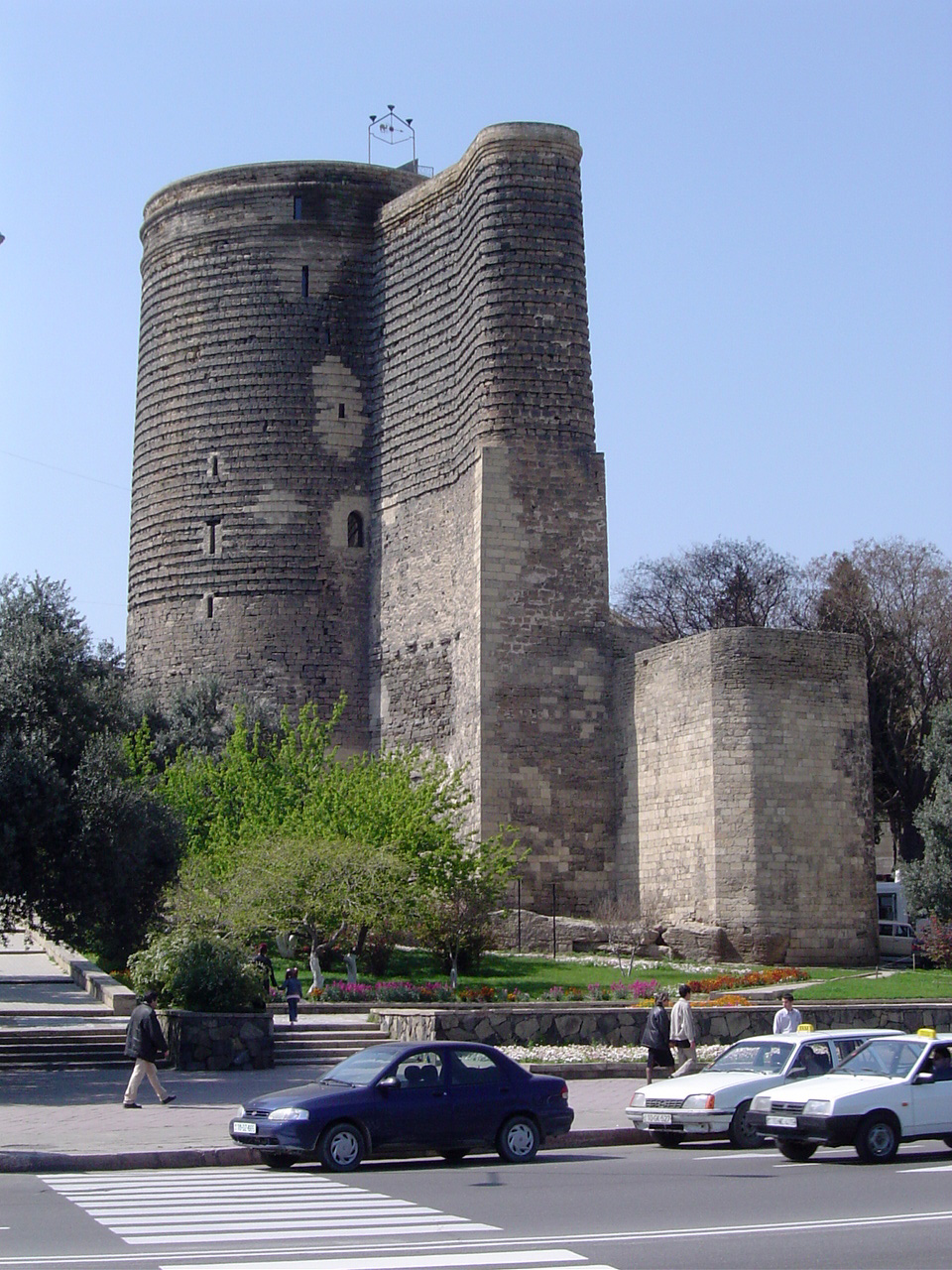
De Maagdentoren van het kasteel van Bakoe
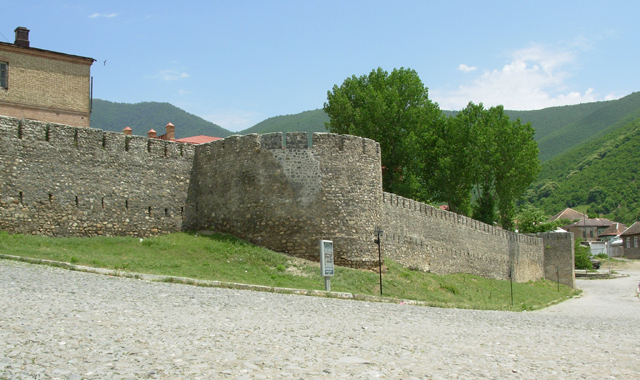
Kasteel van Sheki Krepost.
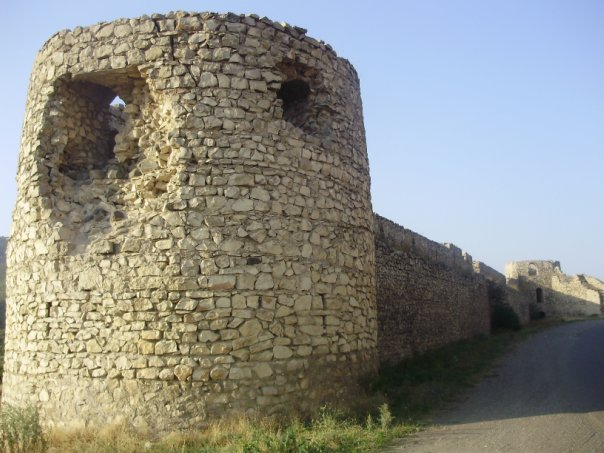
Kasteel van Askeran.
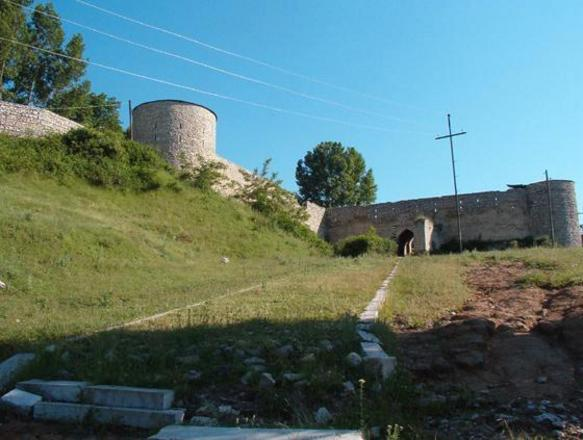
Kasteel van Shushi.